# Pszczelarz (film)
Pszczelarz (gr. Ο Μελισσοκόμος) – grecko-francuski film fabularny z 1986 roku w reżyserii Teo Angelopoulosa.

## Fabuła
Opowieść o Spirosie, wiejskim nauczycielu, który szukając odpowiednich łąk dla swoich pszczół odbywa podróż w rodzinne strony. W jej trakcie poznaje młodą autostopowiczkę, która go fascynuje, towarzysząc mu w podróży. Powraca do świata, który przemija - zamykane są kina, w których kiedyś spędzał czas, a jego najbliżsi przyjaciele umierają. Po odejściu dziewczyny pszczelarz niszczy to, czemu poświęcił swoje życie - ule..

## Obsada
- Marcello Mastroianni jako Spiros
- Nadia Mourouzi jako dziewczyna
- Serge Reggiani jako chory człowiek
- Jenny Roussea jako żona Spirosa
- Dinos Iliopoulos jako przyjaciel Spirosa
- Stamatis Gardelis
- Christoforos Nezer
- Jakowos Panotas